# Ilimane Diop
Ilimane Diop Gaye (Dakar, Senegal, 4 de abril de 1995) es un jugador de baloncesto español, que juega para el Al Riyadi Club Beirut de la LBL libanesa. Con 2,11 metros de estatura, juega en la posición de pívot. Es hermano del también jugador de baloncesto Mamadou Diop.

## Trayectoria
Diop llegó a Vitoria con 16 años y permaneció once temporadas en el Baskonia, hasta que en julio de 2021 dejó el club, en el que disputó 451 partidos, siendo el jugador con más partidos en la historia del equipo tanto en Liga ACB (258) como en Euroliga (193).
El 10 de julio de 2021 fichó por dos temporadas con el C. B. Gran Canaria.
El 13 de julio de 2022, fichó por el UCAM Murcia CB de la liga ACB.
El 19 de agosto de 2023, firma un contrato de un mes y medio por el Unicaja Málaga de la liga ACB.
El 4 de octubre de 2023, firma con el BC Oostende de la BNXT League.
El 11 de enero de 2024, firma por el Lenovo Tenerife de la Liga Endesa.
El 16 de febrero de 2024 consiguió un récord en la Copa del Rey al cometer la falta personal más rápida de la historia de la competición, antes del salto inicial.
El 18 de enero de 2025 firmó con Al Riyadi de la Liga Libanesa de Baloncesto.

## Selección nacional
Ha sido internacional en todas las categorías inferiores de España. Fue bronce en el EuroBasket Sub-16 de 2011, luego disputó el Mundial Sub-17 de 2012, después los EuroBasket Sub-18 de 2012 y 2013, siendo bronce en este último, y plata en el EuroBasket Sub-20 de 2015.
Debutó con la selección absoluta el 14 de julio de 2016 ante Angola, en los encuentros clasificatorios para el Mundial de 2019.